# Natan Szpigel

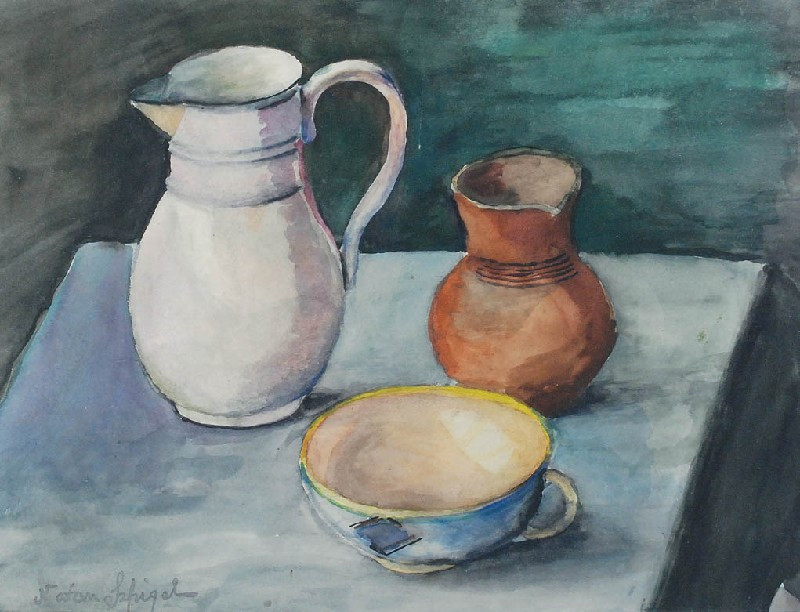
Martwa natura z dzbanem

Natan Szpigel (ur. 1886 w Łodzi, zm. 1942 w Treblince) – polski malarz i rysownik żydowskiego pochodzenia.

## Życiorys
Był członkiem ugrupowania Srebrny Wóz oraz łódzkiego Startu. Uczył się w Łodzi, debiutował tam w 1918 na wystawie Stowarzyszenia Artystów i Zwolenników Sztuk Pięknych. W 1921 wystawiał w Warszawie, następnie dzięki stypendium wyjechał do Rzymu. Uczył się tam w Akademii Greinera i w pracowni Henryka Glincensteina. W latach 1923–1925 mieszkał w Berlinie, Dreźnie i Paryżu, w 1924 wystawiał w paryskim Salonie Jesiennym. W 1927 jego prace pokazano w Miejskiej Galerii Sztuki w Łodzi, rok później ponownie w Warszawie. W latach 1929–1931 wyjeżdżał do Paryża, Wenecji i Londynu, gdzie w 1930 miał wystawę indywidualną w żydowskim muzeum Ben Uri Literary and Art Society. W 1934 wystawiał w Krakowie, a w 1937 Warszawie i Lwowie.
Twórczość Szpigla kształtowała się w kręgu tradycji ekspresjonistycznej, związanej z grupą „Jung Idysz” i poznańskim „Buntem”. W pierwszych pracach przeważała tematyka społeczna (np. Wyzyskiwany czy Nędza) oraz religijna. Później malował portrety, pejzaże i martwe natury. Często stosował technikę akwarelową.
Tworzył także w Kazimierzu Dolnym.
Podczas II wojny światowej przebywał w łódzkim getcie, gdzie wykonał wiele rysunków obrazujących niewolniczą pracę Żydów, nędzę i głód. Prace te zachowały się i znajdują się obecnie w zbiorach Muzeum Żydowskiego Instytutu Historycznego.